# Acerastes sumariensis
Acerastes sumariensis är en stekelart som först beskrevs av Brethes 1928.  Acerastes sumariensis ingår i släktet Acerastes och familjen brokparasitsteklar. Inga underarter finns listade i Catalogue of Life.